# Quai d'Orsay
Quai d'Orsay er en gade langs venstre seinebred i Paris. Hyppigt som betegnelse for det franske udenrigsministerium som ligger ved Quai d'Orsay.
| Veje og vejanlæg | Spire Denne artikel om veje eller vejanlæg er en spire som bør udbygges. Du er velkommen til at hjælpe Wikipedia ved at udvide den. |

48°51′46″N 2°18′57″Ø / 48.86278°N 2.31583°Ø